# Don Freeland
Don Freeland (Los Angeles, Californië, 25 maart 1925 – San Diego, Californië, 2 november 2007) was een Amerikaans Formule 1-coureur. Hij reed 8 races in deze klasse; de Indianapolis 500 van 1953 tot 1960.